# حصان بويتفين
حصان بويتفين (بالفرنسية: Poitevin) يسمى أيضا حصان مولاسير، هو سلالة أحصنة فرنسية مرتبطة بمجموعة السمات، فهو طويل وهادئ وأنيق وشعره متموج. ظهر هذا الحصان في القرن السابع عشر عندما تم جلب خيول من أصل فلمنكي أو هولندي إلى المنطقة من قبل المهندسين الذين يعملون على ٳنشاء خليج بوتيفين بمنطقة بواتو، وتهجينها مع الخيول المحلية. وعلى الرغم من أنها بحجم وتشكل أحصنة الجر، إلا أن بوتيفين لم يتم تربيته أبدًا من أجل مهام الجر، بل كان استخدامه الرئيسي في البداية هو إنتاج البغال، عن طريق تزاوجها مع حمير بواتو. وقد كان هناك طلب على بغال بويتفين الناتجة في أجزاء كثيرة من العالم، بما في ذلك روسيا والولايات المتحدة.
تعتبر أحصنة بويتفين سلالة مهددة بالانقراض، ففي عام 2011 كان هناك ما يزيد قليلاً عن 300 حيوان متكاثر، منها 40 فحلًا فقط. ومقارنة مع خيول الجر الفرنسية الأخرى، يعتبر بويتفين سلالة بطيئة النمو، لكونه يجتاج من أجل الوصول إلى مرحلة النضج إلى حوالي 6 أو 7 سنوات، كما تعتبر عظامه ثقيلة وغير مناسبة لإنتاج اللحوم.

## تاريخ
تمت تربية سلالة بوتيفين في منطقة بواتو الفرنسية، خاصة في لوسون ولا روشيل وميل ونيور. وقد تم تطويرها من خلال مزيج من الانتقاء الاصطناعي والطبيعي، من أجل التكيف مع خصائص المنطقة التي تعيش فيها السلالة.
نشأت بواتفين في مستنقعات شارينت وفندي: 396 في القرن السابع عشر، عندما تم جلب الخيول من أصل فلمنكي أو هولندي إلى المنطقة من قبل المهندسين العاملين في تصريف الأراضي، وتزاوج مع الخيول المحلية.
في 1 كانون الثاني (يناير) 1599، عين هنري الرابع ملك فرنسا همفري برادلي، مهندسًا إنجليزيًا لتصريف الأراضي من برابانت، أو «سيد سدود المملكة»، مما منحه أساسًا احتكار جميع أعمال السدود واستصلاح الأراضي في جميع أنحاء البلاد. تمتع برادلي أيضًا بدعم ماكسيميليان دي بيتون، دوق سولي، رئيس وزراء الملك. في أوائل القرن السابع عشر، تعاقد على تجفيف أجزاء من مستنقع سينتونج، لكنه لم يكن قادرًا على المضي قدمًا في العمل إلا بعد عام 1607، عندما تم تشكيل الجمعية العامة لتجفيف المستنقعات والبحيرات بفرنسا بمرسوم ملكي. لم يوجه العمل بنفسه، بل عهد به إلى شقيقين، مارك وجيروم دي كومان. لقد جلبوا عددًا كبيرًا من العمال من البلدان المنخفضة؛ بحلول عام 1610، أصبحت المنطقة الواقعة بين مورون وتوناي شارينت تُعرف باسم ماريه دي لا بيتيت فلاندر، «مستنقع فلاندرز الصغيرة». يُعتقد أنه تم إحضار عدد من الخيول العاملة أيضًا من البلدان المنخفضة، ربما من نوع برابانت أو الفلمنكي أو الفريزيان. لم يبدأ تصريف مستنقعات بواتفين، وهي مستنقعات بواتو، قبل عام 1640، وفي ذلك الوقت يُعتقد أن برادلي قد مات. تم جلب الخيول إلى المنطقة من ألمانيا في حوالي عام 1685. أدى التزاوج بين هذه الخيول المتنوعة المستوردة والمخزون المحلي من النوع غير المحدد إلى تطوير بواتفين، وهو حصان كبير وثقيل وبطيء يتكيف مع التضاريس المستنقعية.
في نهاية القرن الثامن عشر، حاولت الحكومة الفرنسية فرض نظام لعبور خيول بواتفين مع خيول نورمان وأصيلة أخف وزنًا لإنشاء خيول الفرسان. على الرغم من الحوافز المالية، احتج المربون من القطاع الخاص لأنهم شعروا أن الخيول المهجنة الناتجة خلقت بغالًا رديئة الجودة عند المزيد من التزاوج. كما أثرت التغييرات على خصائص السلالة التي تم تطويرها للعمل في موطنها المستنقعي، بما في ذلك الحوافر الكبيرة والهدوء. تزعم بعض المصادر أنه في هذه المرحلة تم استخدام السلالة للأغراض الزراعية وقطع الأشجار. ذكر آخرون أنهم لم يجروا الخيول، وبدلاً من ذلك استخدموا فقط لإنتاج البغال.

### إنتاج البغال
تم تهجين أفراس بواتفين مع حمير بواتو لإنشاء بغل بواتو الشهير، وهو سلالة كبيرة قوية التحمل. نظرًا لأن البغال هجينة، وبالتالي فهي عقيمة، لا يمكن إنشاؤها إلا من خلال عبور الحمار والحصان. 28 كانت صناعة تربية البغال في بواتو موجودة منذ القرن الثامن عشر على الأقل، عندما عارضتها الحكومة مزرعة الخيول التي كانت تحاول تربية خيول الفرسان للقوات الفرنسية. في بداية القرن التاسع عشر، حظرت الحكومة تربية البغال من الأفراس التي يزيد ارتفاعها عن 120 سم (11.3 ساعة)، وهددت بإخصاء جميع الحمير في المنطقة. في ستينيات القرن التاسع عشر، لاحظ يوجين جايوت [فرنسي] أن الأفراس الثقيلة من مستنقعات بواتو أنتجت أفضل البغال، ربما بسبب هيكلها العظمي الثقيل. على الرغم من أن بواتفين لم يكن السلالة الوحيدة من الخيول المستخدمة في إنتاج البغال، إلا أن بغل بواتو كان معروفًا في جميع أنحاء العالم. كان الطلب عليها مرتفعًا في الولايات المتحدة من أواخر القرن التاسع عشر حتى بداية الحرب العالمية الأولى. خلال عشرينيات القرن الماضي، بدأ إنتاج الثروة الحيوانية في الانخفاض. في منطقة دوكس سيفر، على وجه الخصوص في مقاطعة ميلي، بالقرب من لوكون وسان ماكسينت، بدأ تكاثر البغال بالتركيز في المشاغل (ورش العمل)، والتي كانت مكلفة نسبيًا للمربين.

### القرن التاسع عشر
تم بيع المهور والمهرات بواتفين في معارض في ماران، نويل، سورجير، روشفور، بون-لابيه وساوجون. في عام 1867، كان هناك 50000 أفرس نقي وهجين. بحلول أوائل العشرينات القرن، كان هناك عشرات الآلاف من بواتفين في فرنسا، لكن الأعداد انخفضت لاحقًا. مهور بواتفين، التي لم تكن تستخدم في تربية البغال، كانت تعتبر «ناعمة» وأقل قيمة من سلالة الخيول الرئيسية في القرن التاسع عشر- بيرشيرون. قام بعض تجار الخيول بشراء خيول بواتفين رمادية صغيرة الحجم، وقاموا بإطعامها بشكل كبير لجعلها أكبر وأقوى، ثم قاموا ببيعها في سن الرابعة باسم بيرشيرونس. تم نقل هؤلاء «بيرشيرونس» إلى مناطق مثل سين تونج، يون، نيفرنيه وجاتينيس.
في القرن التاسع عشر، تم إدخال بعض فحول البويتفين إلى مناطق التكاثر. بين عامي 1860 و1867، تم استخدام حوالي عشرة فحول بوربورية. في منتصف القرن الماضي، تم استخدام فحول بريتون بشكل أكبر، وهي ممارسة يدعمها بعض المربين وينتقدها آخرون. كان تأثير بريتون يميل إلى جعل الرأس أكثر تربيعًا والأذنين أقصر؛ فقد بواتفين الوزن دون اكتساب أي شيء آخر، وأصبحت الأرجل طويلة جدًا ورقيقة جدًا، وأصبح اللون الرمادي أكثر شيوعًا كلون معطف في عام 1860، أطلق يوجين جايوت على أفراس السلالة «ثقيلة، عادية، ناعمة ومتوسطة الحجم». اختار المربون الخيول ذات المفاصل الكبيرة والمعاطف السميكة والخانوق العالية، وكانوا يفضلون لون المعطف الأسود.
في عام 1861، كانت هناك مخاوف من أن النمط القديم بواتفين ينقرض، وتساؤلات حول ما إذا كان بغل بيتو يحتفظ بالجودة التي كان يمتلكها في السابق. أصبحت أفراس بواتفين الكبيرة أكثر ندرة، بسبب الكميات الكبيرة من التهجين ونقص الاهتمام بتربية الماشية. -يون، من النوع الأنجلو بويتفين، وهو نصف دم يستخدمه الجيش. كما أثر التجفيف المستمر للأهوار على السلالة. كان العديد من بواتفين في هذه المرحلة عبارة عن مزيج من دم بريتون وبواتفين من النوع القديم. ومع ذلك، استمر التمييز بين خيول بواتفين الحقيقية وخيول الدم المختلط، والمزارعين الذين فضلوا النوع الأول حافظوا على النوع، والذي شكل الأساس لإنشاء كتاب تربية الخيول.
تم إنشاء كتاب الأنساب لخيول بواتفين بواسطة الجمعية المركزية للزراعة في دوكس سيفر في 26 يونيو 1884، مع قسم للخيول وقسم للحمير. تم إصدار الطبعة الأولى في 31 ديسمبر 1885، وضع المعايير الفيزيائية للتربية، وإنهاء ممارسة الترويج للخيول المهجنة باعتبارها سلالة أصيلة. كما أنه يمثل نهاية التدخل الحكومي ضد صناعة تربية البغال، على الرغم من دفع مكافآت لتشجيع المزارعين على تربية الخيول الأصيلة. في عام 1902، تم إنشاء نقابة للتربية للترويج لبغال بواتو، لكنها اختفت بعد قلة الدعاية من قبل مربي المواشي. في 6 أغسطس 1912، أصدرت الحكومة الفرنسية مرسومًا يدعم رسميًا صناعة تربية البغال، مدعومًا بشراء بغال من قبل الأزرار الوطنية ومكافآت تُمنح لأفضل الفحول.

### القرن العشرين
بعد عدة تنقيحات، تم إغلاق كتاب الأنساب في عام 1922 بعد تسجيل 424 خيلًا أساسيًا. أدى إغلاق كتاب الأنساب إلى مزيد من تربية وانتخاب سلالات أصيلة بناءً على التشكل واللون والقدرة على العمل. في عام 1923، تم تأسيس جمعية لمربي بويتفين، لكن تراجع الإنتاج الحيواني دفع لإعادة تنظيم المجموعة في عام 1937 من أجل الحصول على مزيد من الدعم من الحكومة، من خلال المكافآت والإعانات.
في النصف الأول من القرن العشرين، انهارت صناعة تربية البغال مع ظهور الميكنة. بحلول عام 1922، أصبح من الصعب بيع مهر بويتفين، وانخفض عدد السكان بشكل كبير حيث لم يكن هناك اقتصاد حافز للتكاثر. أدى استمرار تكاثر البغال إلى انخفاض السلالة بشكل أسرع من سلالات الجر الأخرى، حيث لم يتم تربية الخيول الأصيلة كما هو الحال في كثير من الأحيان. بحلول عام 1945، كان اختيار السلالة موجهًا نحو إنتاج اللحوم، باعتبارها الفرصة الاقتصادية الوحيدة المتبقية لتغير شكل السلالة بشكل طفيف لتصبح أقصر، لكن ظل البويتفين غير مربح للحوم الخيول، حيث فضل المربون الاستثمار في قطعان خيول كومتوا وبريتون، والتي كانت تنمو بشكل أسرع وذات إنتاجية أعلى.
بحلول عام 1950، لم يتبق سوى حوالي 600 فرس و50 فحلًا. أدت زيادة الميكنة والمنافسة مع المواشي الأخرى إلى إلحاق الضرر ببواتفين، كما تسبب في نقص التعزيز والحماية. بين عامي 1970 و1990، تراوح أعداد البواتفين بين 250 و 300 حيوان، بمتوسط 20 حصانًا جديدًا يدخلون سجل الخيول كل عام. بحلول أوائل التسعينيات، انخفض عدد السكان إلى أدنى مستوى في التاريخ . المصادر غير واضحة بشأن عدد الكائنات الحية بواتفين في أوائل التسعينيات، ولكن بحلول عام 1996 قال أحد المؤلفين إنه كان هناك 64 مهرًا تم تسجيلها حديثًا و 28 فحلًا معتمدًا، بينما يعطي آخر بلغ عدد سكانها 293 حصانًا في عام 1997.

### الحفظ والاختبار الجيني
تدين السلالة ببقائها على قيد الحياة لمجموعة صغيرة من المتحمسين، الذين يعملون مع المربط الوطني الفرنسي. كشفت دراسة جينية أجريت في عام 1994 عن عنق الزجاجة الجيني في منتصف القرن العشرين، حيث تم تتبع مجموعة بواتيفينز الحديثة بالكامل إلى واحد الفحل، المسمى كيبيك، ولد في عام 1960. هناك خطر كبير من زواج الأقارب، مما أدى إلى قيام الوحدة الوطنية للتربية والترويج للعرق بالترويج لخطة التربية المدارة في عام 1998. في نفس الوقت، التهجين مع تم اقتراح زيادة التنوع الجيني للخيول الفريزيان والبلجيكية باستخدام سلالات متشابهة من الناحية الشكلية والتاريخية. توزع الحكومة الفرنسية مكافآت لأصحاب أفضل الفحول، وهو برنامج أكثر أهمية لبواتفين من سلالات الجر الأخرى بسبب احتمال كبير للانقراض.
اكتسبت بواتفين زيادة طفيفة في شعبيتها في بداية القرن الحادي والعشرين، ويمكنها إحصاء ما يقرب من 100 مزرعة لإدامة السلالة. كان لدى الجمعية حوالي 300 عضو، بالإضافة إلى 83 فحلًا وتم تسجيل 189 فرسًا. ومع ذلك ، بحلول عام 2006، كان بواتفين يعتبر أكثر سلالات الخيول الفرنسية المهددة بالانقراض، مع أقل من 100 ولادة سنويًا مع انخفاض طفيف في عدد السكان. يكاد لا يوجد تهجين مع السلالات الخارجية، من أجل الحفاظ على أعداد السلالات الأصيلة. في عام 2008، أجريت دراسة وراثية ثانية بالشراكة مع المعهد الوطني للبحوث الزراعية. اعتبرت هذه الدراسة أن بواتفين وأربعة سلالات فرنسية أخرى معرضة للخطر. واقترح جعل هذه السلالات أولوية حماية من أجل الحفاظ على أقصى قدر من التنوع الجيني بين سكان الخيول الفرنسية.
يقع كتاب الأنساب الخاص ببواتفين في نيور، والسلالة هي موضوع خطة تربية الحفظ، والهدف منها هو إحياء إنتاج بغال بواتفين في النهاية. تتضمن خطة الحفظ ضخًا تجريبيًا للدم من بولونيه، ويتبعه 70 بالمائة من المربين. جمعية المربين، وهي الجمعية الوطنية للأجناس المولاسية دو بواتو، مرخصة من قبل وزارة الزراعة الفرنسية إدارة الكتاب المشترك لخيول بواتفين وبودت بواتو وبغل بواتفين. هناك عرض سنوي للسلالة في بواتو.
سلالة بواتفين لديها أعداد منخفضة جدًا. في عام 2011، تم تسجيل 71 مهرًا جديدًا في كتاب الخيول. في نفس العام، تمت تغطية 227 فرسً، وتم تربية 171 فحلًا في بواتفين. تم تسجيل 33 فحلًا و80 مربيًا نشطًا. تمثل هذه الأرقام انخفاضًا عن العام السابق. على مدار العقد الماضي، كان أعلى عدد من المهرات المسجلة هو 113 في عام 2008، وتم تسجيل ما بين 80 و90 مهرًا في السنوات الأخرى. تقع غالبية مزارع التربية في منطقة بواتو، بما في ذلك فيندي (خاصة حول فونتوناي لو كونت، لوسون) واثنان سيفرس (خاصة بالقرب من مَل) وفيينا وسيفراي وبعضها في شارنت بالقرب من روفاك. توجد ترصيع وطنية في سينتس وفندي. هناك عدد قليل من المربيين في ولاية مين إي لوار.
يمكن رؤية بواتفين في «أسينوري ناسيونال دو لا تيلودوري»، وهي مزرعة تجريبية في دامبير سور بوتون في شارينت ماريتيم، وفي المربط الوطني لسانتس. وهي معروضة في معرض باريس الزراعي الدولي السنوي يتم تصدير ما يقرب من اثني عشر حصانًا كل عام ، بشكل أساسي إلى ألمانيا والسويد وسويسرا. تم تصدير بعض الفحول؛ يوجد مربي في السويد وآخر في الولايات المتحدة.

## الخصائص

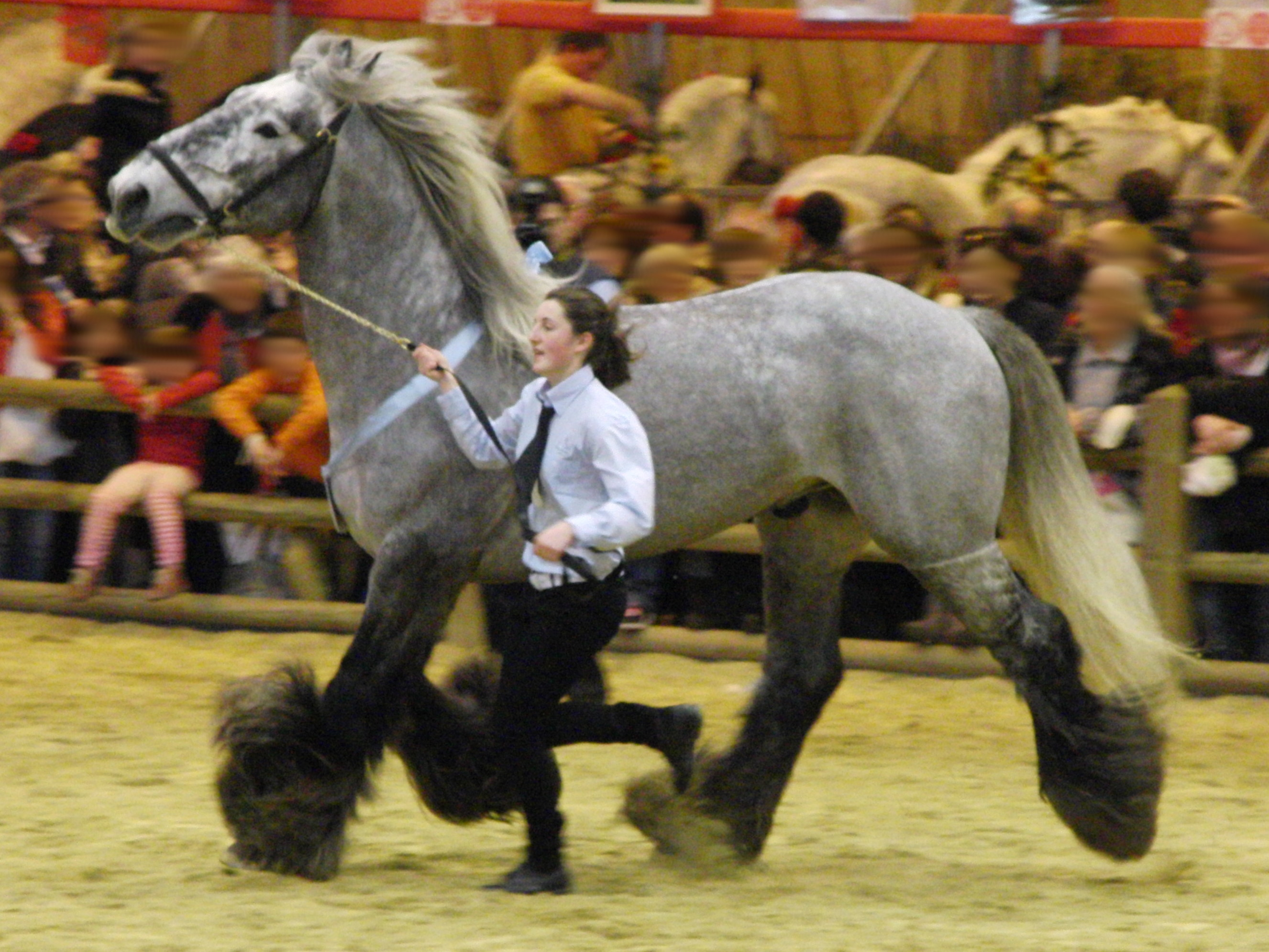
مشاركة حصان بويتيفين في مسابقة ترويض

جسم حصان بوتيفين رقيق نسبيًا بالنسبة لخيول الجر، ولكنه أطول من معظم السلالات الفرنسية. يمكن أن يصل ارتفاعها من 160 إلى 175 سم، بحيث يصل متوسط طول الذكور في ارتفاع الكتفين إلى 168 سم والٳناث ٳلى 155 سم. كما ساعد الطين الثقيل والمعادن الغنية في موطن السلالة على تطوير عظام قوية وتقيلة. تفصيليًا يبلغ طولها 165 سم (16.1 يد) عند الكتفين؛ 175 سم (16.1 ساعة) عند الذروة عند الخامسة من العمر و160 سم (15.3 ساعة) للأفراس. وهي تنمو ببطء، حيث تصل إلى مرحلة النضج حوالي 6 إلى 7 سنوات.
الرأس طويل وقوي، [29] ذو مظهر جانبي محدب وأذنان طويلتان وسميكتان. العنق طويل والأكتاف مائلة. الصدر عريض وعميق، والكتف بارزة، والظهر طويل وواسع، والظهر قوي. الأرجل متطورة وقوية، مع مفاصل كبيرة. يمتلك بواتفين حوافرًا كبيرة، وهي ميزة في البيئات الرطبة، كتكيف بالتناوب مع المستنقعات الصلبة والمغمورة بالمياه التي نشأت عليها. الجزء السفلي من الساقين جيد الريش، والبدة والذيل طويلان وسميكان. إن بواتفين لطيف وهادئ وقوي. تاريخيًا السلالة عُرف بحركته البطيئة وعدم اهتمامه بالسحب، على الرغم من أنه يمكن أن ينتج قوة كبيرة إذا لزم الأمر. تتمتع السلالة بالاتصال البشري، وتظهر ذكاء، على الرغم من أنها يمكن أن تكون عنيدة أيضًا. الجهد المطول هو نقطة ضعفها، حيث يفتقر بواتفين أحيانًا إلى القدرة على التحمل.
قد يكون بواتفين أي لون خالص، مع الحد الأدنى من العلامات البيضاء؛ لا يمكن تسجيل الخيول ذات الأرجل. قد يكون النطاق الواسع من ألوان المعطف ناتجًا جزئيًا عن العديد من السلالات التي أثرت عليه: قد يكون اللون الأسود والبني الفقمة (الفرنسية: noir pangaré) مشتقًا من الخيول الفلمنكية والفريزيان، ومن المحتمل أن يكون باي روان موروثًا من سلالة برابانت، بينما الكستناء وقد ينتج روان الكستناء من تأثير بريتون؛ الرمادي والخليج شائعان أيضًا. بشكل غير عادي، قد يكون بواتفين أيضًا مخططًا بلون بني داكن مع عرف أسود وذيل وعلامات بدائية؛ قد يكون هذا مستمدًا من الخيول الإسبانية في سلالة الخيول الفلمنكية التي تم إحضارها إلى بواتو في القرن السابع عشر. لا يوجد حصان جر فرنسي آخر يعرض هذا اللون.

## الاستخدامات
على الرغم من أن بواتفين له حجم وشكل حصان الجر، إلا أنه لم يتم تربيته من أجل قدرات التجنيد، ولم يتم استخدامه إلا قليلاً في أعمال المسودة. من القرن السابع عشر حتى وقت الحرب العالمية الأولى، كان استخدامه الرئيسي هو إنتاج البغال. تم وضع أفراس بواتفين في مقابس من سلالة الحمير بودت بواتو الكبيرة. كانت بغال بواتفين الناتجة تحظى بتقدير كبير، ومنذ الجزء الأخير من القرن التاسع عشر كانت مطلوبة للعمل الزراعي وغيره في أجزاء كثيرة من العالم، بما في ذلك روسيا والولايات المتحدة. في أوائل القرن العشرين كان هناك حوالي 50000 من أفراس الحضنة تنتج ما بين 18000 و20000 بغل سنويًا.
نظرًا لأن المهور لم يكن لها دور في إنتاج البغال، فقد تم بيع العديد منها وهم يبلغون من العمر عامين، وأحيانًا في المعرض الصيفي في فيندي ومعرض الشتاء في سان ماكسينت، أو لتجار الخيول في بيري، بوس، بيرش وميدي؛ في هذه المناطق، تم استخدامها للزراعة. في باريس، تم استخدامها لسحب الحافلات العامة، بينما استخدمها الجيش الفرنسي لسحب المدفعية.
في القرن الحادي والعشرين لا يزال هناك طلب على بغال بواتفين، ولكن في إطار خطة الإنعاش للسلالة، يتم إعطاء الأفضلية لتزاوج الأفراس مع فحول بواتفين حتى تتعافى الأعداد.
قد يُركب بواتفين، أو يُقاد في تسخير، سواء في المنافسة أو من أجل المتعة؛ وهو مناسب لعلاج الخيول. تم استخدامه من حين لآخر للأعمال الزراعية الخفيفة في مزارع الكروم، في الأفلام، كقاعدة لمراقبي الغابات (في ميلون)، تم تسخيرها للعمل الحضري (في بواتييه ونيور)، ولجمع النفايات (في إيل دي ري) يمكن استخدامها لإدارة الغطاء النباتي: في عام 1994، اشترى مجلس مقاطعة إيل-إي-فيلاين قطيعًا لصيانة المستنقعات في المنطقة.